# نوال عاطف
نوال عاطف فنانة وإعلامية يمنية اشتهرت بمجال التمثيل التلفزيوني والإذاعي والمسرحي.

## البداية
هي نوال أحمد فؤاد عاطف، حاصلة على بكالوريوس إعلام جامعة صنعاء، كانت في طفولتها من الطالبات المشاركات في نشاطات مدرستها المختلفة، وأحبت تقليد الفنانين والتمثيل في أيامها، دخلت كلية الإعلام، قسم الإذاعة والتلفزيون، تخرجت وتوظفت مذيعة في إذاعة صنعاء منذ دراستها في المرحلة الثانوية.

## في الإذاعة
تُعتَبَر من مذيعات إذاعة صنعاء المشهورات، قدمت ولا زالت الكثير من البرامج والأعمال الإذاعية الإعلامية التي نالت شهرة بين متابعي الإذاعة، سواءاً في إذاعة صنعاء أو إذاعة الشباب المنبثقة من إذاعة صنعاء، شاركت أيضاً في الأعمال الإذاعية الدرامية وكانت بدايتها في المسلسل الإذاعي (بين المعاناة والانتصار) بدور طالبة جامعية محبة لقريب لها ولها قريبة تغير منها وتبعد من أحبته عنها مع الفنانة الراحلة مديحة الحيدري.

## في التلفزيون
ظهرت على الجمهور في أعمال تلفزيونية وكان عملها أشواق وأشواك المعروض العام 2009م التي لعبت فيه دور حميدة أمام الفنان نبيل حزام، نقطة إبهار للمشاهد اليمني لإتقانها دورها بشكل تام، شاركت بعد ذلك في مسلسلات تلفزيونية أخرى إما كضيفة شرف أو كدور رئيسي كما في قبل الفوات وعيني عينك.
- التحقت في فترة 2013م كذلك بقناة آزال كمذيعة فيها إلى جانب عملها في إذاعة صنعاء.